# Elizabeth Hatch

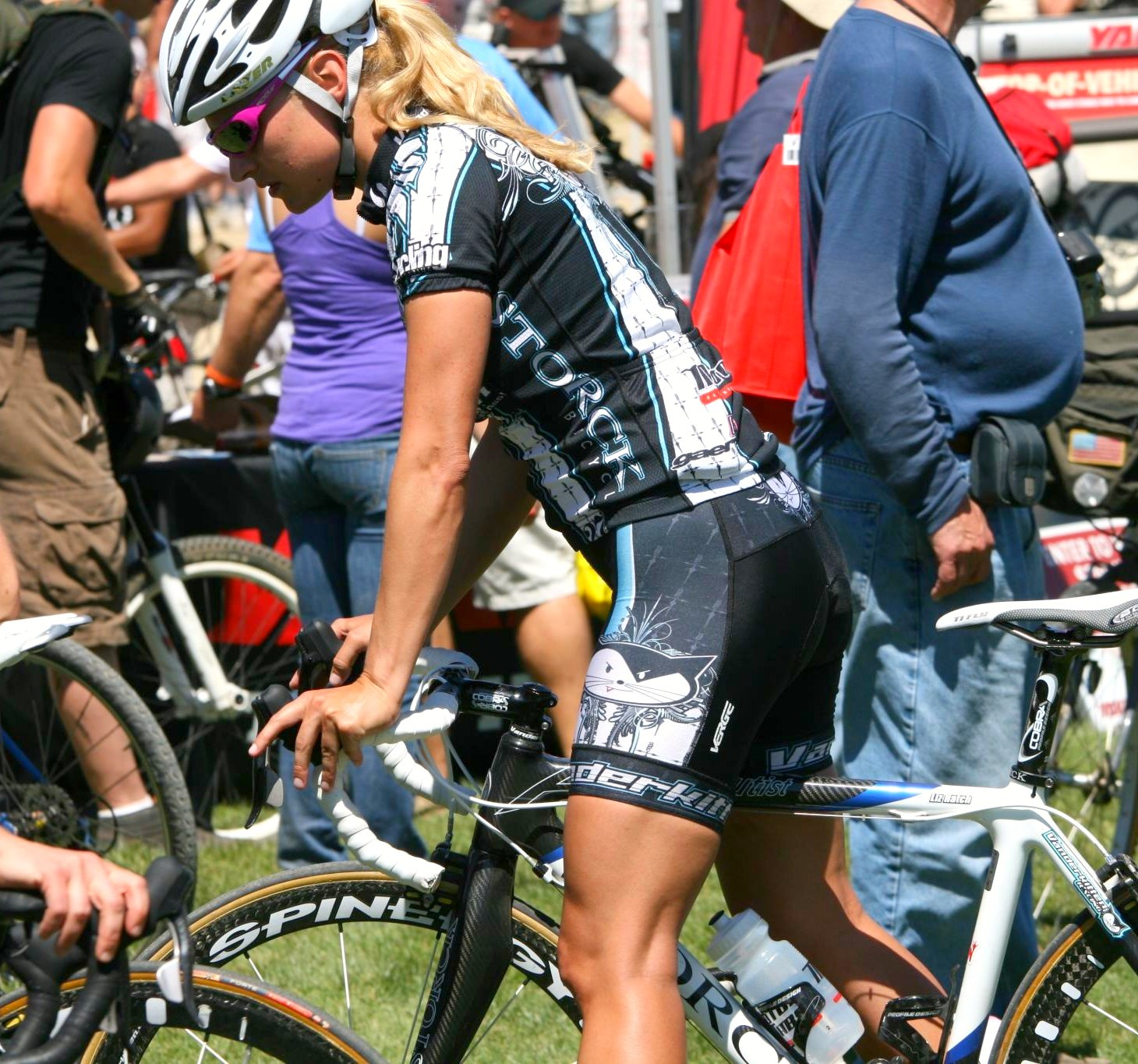
Elizabeth Hatch.

Elizabeth Hatch, más conocida como Liz Hatch,  (nacida el 3 de junio de 1980) es una ciclista profesional estadounidense. Comenzó a correr en 2006 y realizó su primera vuelta a Bélgica ese verano. 
Hatch se convirtió en la líder del equipo amateur del Vanderkitten Racing Team en 2007 siendo relevada a mediados de 2009. Para la temporada 2010, firmó con el equipo profesional femenino, con base en Bélgica, Lotto. Hatch adquirió cierta notoriedad por la revista Maxim, tras su aparición en un pictorial del ejemplar de enero de 2008.

## Equipos
- Lotto (2010-2011)[3]
  - Lotto Ladies Team (2010)
  - Lotto Honda Team (2011)[3]
- Cyclelive Plus-Zannata (2013)